# Championnats d'Amérique du Sud d'athlétisme 1997
Navigation
Manaus 1995 Bogotá 1999
Les 39es Championnats d'Amérique du Sud d'athlétisme ont eu lieu à Mar del Plata, en Argentine, du 4 au 6 avril 1997. 

## Résultats

### Hommes
| Épreuve | Or                                                                        | Or                   | Argent                                                            | Argent             | Bronze                                                                   | Bronze            |
| --- | ------------------------------------------------------------------------- | -------------------- | ----------------------------------------------------------------- | ------------------ | ------------------------------------------------------------------------ | ----------------- |
| 100 m | Sebastián Keitel Chili                                                    | 10 s 30              | André Domingos Brésil                                             | 10 s 32            | Carlos Gats Argentine                                                    | 10 s 46           |
| 200 m | Claudinei da Silva Brésil                                                 | 21 s 06              | Sebastián Keitel Chili                                            | 21 s 13            | Sidnei Telles de Souza Brésil                                            | 21 s 32           |
| 400 m | Sanderlei Parrela Brésil                                                  | 46 s 17              | Carlos Zbinden Chili                                              | 47 s 33            | Gustavo Aguirre Argentine                                                | 47 s 52           |
| 800 m | Valdinei da Silva Brésil                                                  | 1 min 46 s 89        | Flavio Godoy Brésil                                               | 1 min 48 s 50      | Manuel Balmaceda Chili                                                   | 1 min 51 s 58     |
| 1 500 m | Edgar de Oliveira Brésil                                                  | 3 min 47 s 76        | José Valente Brésil                                               | 3 min 50 s 64      | Pablo Ramírez Équateur                                                   | 3 min 51 s 85     |
| 5 000 m | Eduardo Carrasco Chili                                                    | 14 min 8 s 48        | Néstor García Uruguay                                             | 14 min 15 s 56     | Pedro Rojas Colombie                                                     | 14 min 17 s 48    |
| 10 000 m | Eduardo Carrasco Chili                                                    | 29 min 7 s 77        | Emerson Iser Bem Brésil                                           | 29 min 10 s 67     | Pedro Rojas Colombie                                                     | 29 min 11 s 74    |
| 3000 m steeple | Wander Moura Brésil                                                       | 8 min 35 s 40 CR     | Pablo Ramírez Équateur                                            | 8 min 48 s 50 NR   | Julián Peralta Argentine                                                 | 8 min 54 s 64     |
| 110 m haies | Emerson Perín Brésil                                                      | 14 s 21 w            | José Humberto Rivas Colombie                                      | 14 s 29 w          | Oscar Ratto Argentine                                                    | 14 s 64 w         |
| 400 m haies | Eronilde de Araújo Brésil                                                 | 49 s 35              | Cleverson da Silva Brésil                                         | 49 s 85            | Carlos Zbinden Chili                                                     | 50 s 11           |
| Saut en hauteur | Gilmar Mayo Colombie                                                      | 2,26 m CR            | Fabrício Romero Brésil                                            | 2,15 m             | Wagner Príncipe Brésil                                                   | 2,15 m            |
| Saut à la perche | Oscar Veit Argentine                                                      | 4,85 m               | Fernando Pastoriza Argentine                                      | 4,80 m             | Sebastián Ortiz Uruguay                                                  | 4,70 m            |
| Saut en longueur | Nélson Carlos Ferreira Brésil                                             | 7,84 m               | Márcio da Cruz Brésil                                             | 7,59 m             | Yesid Cossio Colombie                                                    | 7,32 m            |
| Triple saut | Anísio Silva Brésil                                                       | 16,24 m              | Márcio Cardoso Brésil                                             | 15,89 m            | Alejandro Gats Argentine                                                 | 14,99 m           |
| Lancer du poids | Édson Miguel Brésil                                                       | 17,44 m              | Marco Antonio Verni Chili                                         | 16,82 m            | Andrés Solo de Zaldívar Chili                                            | 15,74 m           |
| Lancer du disque | Ramón Jiménez Gaona Paraguay                                              | 57,32 m              | Marcelo Pugliese Argentine                                        | 54,18 m            | Julio Piñero Argentine                                                   | 53,00 m           |
| Lancer du marteau | Juan Cerra Argentine                                                      | 68,92 m              | Adrián Marzo Argentine                                            | 66,36 m            | Eduardo Acuña Pérou                                                      | 59,72 m           |
| Lancer du javelot | Nery Kennedy Paraguay                                                     | 75,08 m              | Luiz da Silva Brésil                                              | 74,88 m            | Luis Lucumí Colombie                                                     | 74,00 m           |
| Décathlon | Alejandro Acosta Argentine                                                | 6 546 pts            | Santiago Lorenzo Argentine                                        | 6 495 pts          | Alexis Recioy Uruguay                                                    | 6 433 pts         |
| 20 000 m marche | Héctor Moreno Colombie                                                    | 1 h 23 min 6 s 73 CR | Sérgio Galdino Brésil                                             | 1 h 23 min 28 s 06 | Cláudio Bertolino Brésil                                                 | 1 h 28 min 2 s 74 |
| 4 × 100 m | Brésil Nelson Ferreira Emerson Perín Claudinei da Silva Sidnei de Souza   | 40 s 07              | Chili Pablo Almeida Ricardo Roach Sebastián Keitel Carlos Moreno  | 40 s 08            | Argentine Jorge Polanco Gabriel Simon Guillermo Cacian Carlos Gats       | 40 s 11           |
| 4 × 400 m | Brésil Eronilde de Araújo Sanderlei Parrela Inaldo Sena Valdinei da Silva | 3 min 4 s 20 CR      | Chili Carlos Moreno Ricardo Roach Alejandro Krauss Carlos Zbinden | 3 min 7 s 98       | Colombie Wenceslao Ferrin Llimy Rivas Fernando Robledo Julio Cesar Rojas | 3 min 9 s 10      |
| Records et Performances - AR : Record continental (area record) - CR : Record des championnats (championship record) - MR : Record du meeting (meet record) - NR : Record national (national record) - OR : Record olympique (olympic record) - PR : Record paralympique (paralympic record) - PB : Record personnel (personal best) - SB : Meilleure performance personnelle de la saison (season's best) - WL : Meilleure performance mondiale de l'année (world leader) - WJR : Record du monde junior (world junior record) - WR : Record du monde (world record) Circonstances et Conditions - DNF : N'a pas terminé (did not finish) - DNS : N'a pas pris le départ (did not start) - DQ : Disqualification (disqualification) - NM : Aucun essai valable enregistré (No Mark) - Q : Qualifié « directement » au prochain tour (ou à la prochaine compétition), lors d'une compétition majeure, grâce au classement ou à la réalisation des minima (automatic qualifier) - q : Qualifié au prochain tour (ou à la prochaine compétition), lors d'une compétition majeure, grâce au repêchage ou à la réalisation de l'une des meilleures performances parmi celles des « non qualifiés directement » (grâce au meilleur temps ou à la meilleure distance par exemple) (secondary qualifier) |                                                                           |                      |                                                                   |                    |                                                                          |                   |

### Femmes
| Épreuve | Or                                                                     | Or                   | Argent                                                                                    | Argent           | Bronze                                                                       | Bronze                         |
| --- | ---------------------------------------------------------------------- | -------------------- | ----------------------------------------------------------------------------------------- | ---------------- | ---------------------------------------------------------------------------- | ------------------------------ |
| 100 m | Lucimar de Moura Brésil                                                | 11 s 47 w            | Felipa Palacios Colombie                                                                  | 11 s 48 w        | Zandra Borrero Colombie                                                      | 11 s 75 w                      |
| 200 m | Felipa Palacios Colombie                                               | 23 s 20 CR           | Lucimar de Moura Brésil                                                                   | 23 s 51          | Olga Conte Argentine                                                         | 23 s 90                        |
| 400 m | Olga Conte Argentine                                                   | 53 s 41              | Maria Figueirêdo Brésil                                                                   | 53 s 49          | Norfalia Carabalí Colombie                                                   | 54 s 47                        |
| 800 m | Luciana Mendes Brésil                                                  | 2 min 03 s 56        | Mercy Colorado Équateur                                                                   | 2 min 06 s 90 NR | Fátima dos Santos Brésil                                                     | 2 min 09 s 08                  |
| 1 500 m | Janeth Caizalitín Équateur                                             | 4 min 33 s 65        | Niusha Mancilla Bolivie                                                                   | 4 min 34 s 90    | Célia dos Santos Brésil                                                      | 4 min 35 s 29                  |
| 5 000 m | Stella Castro Colombie                                                 | 15 min 48 s 82 CR NR | Erika Olivera Chili                                                                       | 15 min 52 s 27   | Elisa Cobanea Argentine                                                      | 16 min 05 s 51                 |
| 10 000 m | Stella Castro Colombie                                                 | 33 min 24 s 07 CR    | Erika Olivera Chili                                                                       | 33 min 56 s 98   | Mónica Cervera Argentine                                                     | 36 min 39 s 25                 |
| 100 m haies | Verónica Depaoli Argentine                                             | 13 s 41 w            | Maurren Maggi Brésil                                                                      | 13 s 65 w        | Vânia da Silva Brésil                                                        | 13 s 95 w                      |
| 400 m haies | Verónica Depaoli Argentine                                             | 59 s 05              | Maria dos Santos Brésil                                                                   | 59 s 62          | Marise da Silva Brésil                                                       | 60 s 00                        |
| Saut en hauteur | Solange Witteveen Argentine                                            | 1,89 m =CR           | Delfina Blaquier Argentine Orlane dos Santos Brésil                                       | 1,83 m           | Pas d’autre médaille attribuée                                               | Pas d’autre médaille attribuée |
| Saut à la perche | Déborah Gyurcsek Uruguay                                               | 3,85 m CR            | Alejandra García Argentine                                                                | 3,50 m           | Mariela Laurora Argentine                                                    | 3,45 m                         |
| Saut en longueur | Maurren Maggi Brésil                                                   | 6,54 m               | Andrea Ávila Argentine                                                                    | 6,26 m w         | Mónica Falcioni Uruguay                                                      | 6,25 m w                       |
| Triple saut | Andrea Ávila Argentine                                                 | 13,76 m              | Maria de Souza Brésil                                                                     | 13,72 m          | Luciana dos Santos Brésil                                                    | 13,30 m                        |
| Lancer du poids | Elisângela Adriano Brésil                                              | 18,16 m CR           | Alexandra Amaro Brésil                                                                    | 16,34 m          | Silvana Filippi Argentine                                                    | 13,81 m                        |
| Lancer du disque | Elisângela Adriano Brésil                                              | 58,46 m CR           | Liliana Martinelli Argentine                                                              | 52,26 m          | María Eugenia Giggi Argentine                                                | 45,80 m                        |
| Lancer du marteau | María Eugenia Villamizar Colombie                                      | 55,48 m              | Karina Moya Argentine                                                                     | 54,30 m          | Zulma Lambert Argentine                                                      | 50,64 m                        |
| Lancer du javelot | Zuleima Araméndiz Colombie                                             | 56,66 m              | Sabina Moya Colombie                                                                      | 55,30 m          | Mariela Arch Argentine                                                       | 54,08 m                        |
| Heptathlon | Euzinete dos Reis Brésil                                               | 5 549 pts            | Zorobabelia Córdoba Colombie                                                              | 5 428 pts        | Joelma Souza Brésil                                                          | 4 380 pts                      |
| 10 000 m marche | Geovana Irusta Bolivie                                                 | 46 min 01 s 1 CR     | Miriam Ramón Équateur                                                                     | 46 min 50 s 6    | Bertha Vera Équateur                                                         | 47 min 15 s 9                  |
| 4 × 100 m | Colombie Mirtha Brock Norfalia Carabali Felipa Palacios Zandra Borrero | 44 s 58 CR           | Brésil Maria Magnolia Figueiredo Lucimar de Moura Claudete Alves Pina Katia Regina Santos | 45 s 21          | Argentine Daniela Laura Lebreo Veronica Depaoli Vanesa Wohlgemuth Olga Conte | 46 s 18                        |
| 4 × 400 m | Colombie Mirtha Brock Norfalia Carabali Felipa Palacios Janeth Lucumi  | 3 min 36 s 71        | Brésil Maria Magnolia Figueiredo Luciana Mendes Claudete Alves Pina Fatima dos Santos     | 3 min 38 s 18    | Argentine Daniela Laura Lebreo Marina Arias Veronica Depaoli Olga Conte      | 3 min 40 s 72                  |
| Records et Performances - AR : Record continental (area record) - CR : Record des championnats (championship record) - MR : Record du meeting (meet record) - NR : Record national (national record) - OR : Record olympique (olympic record) - PR : Record paralympique (paralympic record) - PB : Record personnel (personal best) - SB : Meilleure performance personnelle de la saison (season's best) - WL : Meilleure performance mondiale de l'année (world leader) - WJR : Record du monde junior (world junior record) - WR : Record du monde (world record) Circonstances et Conditions - DNF : N'a pas terminé (did not finish) - DNS : N'a pas pris le départ (did not start) - DQ : Disqualification (disqualification) - NM : Aucun essai valable enregistré (No Mark) - Q : Qualifié « directement » au prochain tour (ou à la prochaine compétition), lors d'une compétition majeure, grâce au classement ou à la réalisation des minima (automatic qualifier) - q : Qualifié au prochain tour (ou à la prochaine compétition), lors d'une compétition majeure, grâce au repêchage ou à la réalisation de l'une des meilleures performances parmi celles des « non qualifiés directement » (grâce au meilleur temps ou à la meilleure distance par exemple) (secondary qualifier) |                                                                        |                      |                                                                                           |                  |                                                                              |                                |

## Tableau des médailles
| Rang | Nation    | Or | Argent | Bronze | Total |
| ---- | --------- | -- | ------ | ------ | ----- |
| 1    | Brésil    | 18 | 19     | 9      | 46    |
| 2    | Colombie  | 9  | 4      | 7      | 20    |
| 3    | Argentine | 8  | 9      | 17     | 34    |
| 4    | Chili     | 3  | 7      | 3      | 13    |
| 5    | Paraguay  | 2  | 0      | 0      | 2     |
| 6    | Équateur  | 1  | 3      | 2      | 6     |
| 7    | Uruguay   | 1  | 1      | 3      | 5     |
| 8    | Bolivie   | 1  | 1      | 0      | 2     |
| 9    | Pérou     | 0  | 0      | 1      | 1     |